# SurveyMonkey
SurveyMonkey Inc. (fostă Momentive Global Inc. pentru o perioadă scurtă) este o companie de gestionare a experienței care oferă software bazat pe cloud în informații despre mărci, informații despre piață, experiență de produs, experiență pentru angajați, experiență pentru clienți, dezvoltare de sondaje online și o suită programe back-end plătite.
Există o serie de concurenți în spațiul de sondaj online, dar SurveyMonkey este , cu siguranță cel mai cunoscut și cel mai utilizat.SurveyMonkey este la egalitate cu standardele din industrie, dar oferă o multitudine de alte caracteristici care ușurează colectarea și analiza datelor.
Pe lângă o clădire de 200.000 de metri pătrați din San Mateo, California, SurveyMonkey are birouri în Portland, Seattle, Dublin, Ottawa, Londra și Sydney. La data de 2022, SurveyMonkey a angajat aproximativ 1.400 de oameni.
Pe 9 iunie 2021, SurveyMonkey și-a anunțat rebrand-ul la Momentive cu intenția de a reprezenta mult mai bine suita de produse business-to-business . SurveyMonkey va continua să funcționeze ca o platformă subsidiară de sondaj. Portofoliul de produse Momentive Inc. include Momentive, GetFeedback și SurveyMonkey.
Doi ani mai târziu, în iunie 2023, compania s-a rebranduit ca SurveyMonkey după ce a fost achiziționată de un grup de investitori condus de Symphony Technology Group.

## Caracteristici
- SurveyMonkey oferă instrumentele necesare pentru a ușura crearea de sondaje profesionale.[12]
- Caracteristica principală depinde de abonamentul pe care îl alegeți. Însă, dacă vă aflați la început cu instrumentele de sondaj online și încercați să-l găsești pe cel mai bun, puteți opta pentru planul de preț gratuit care oferă acces la instrumentele de bază necesare pentru a crea sondaje.[13]
- Planul de bază permite doar 10 întrebări per sondaj cu maximum 100 de răspunsuri per sondaj Întrebările pe care le puteți adăuga la chestionarul dvs. sunt de trei tipuri– cu răspunsuri închise, deschise și descriptive. Din întrebările deschise pot fi alese casete de text unice, casete de text multiple, casete de eseu, casete de text numerice, detalii demografice și opțiuni de casetă de dată/oră. Planul Premium vă oferă, de asemenea, mai multe opțiuni de personalizare, cum ar fi adăugarea unei pagini personalizate de mulțumire, precum și generarea unei versiuni PDF imprimabile.[14]
- Sondajul poate fi trimis utilizatorilor printr-o serie de moduri – e-mail, link web, Facebook, link încorporat pe pagina web, precum și link prin Twitter[15].
- Securitatea sporită este oferită prin planurile Premium.[16]
- Un cont Premium vă oferă acces la mai multe rapoarte personalizate, descărcare de răspunsuri, creare și descărcare de diagrame personalizate și opțiuni pentru a partaja răspunsuri.[17]
- Planul de bază are toate caracteristicile de care aveți nevoie, inclusiv asistență pentru clienți 24×7.

## Istorie

### Fondator
SurveyMonkey a fost fondată de Ryan Finley și Chris Finley în 1999. În 2009, Spectrum Equity și Bain Capital au achiziționat o parte majoritară din companie. În același an, Dave Goldberg s-a alăturat SurveyMonkey în calitate de CEO.
Compania a devenit publică sub numele de SurveyMonkey ( Nasdaq: SVMK) pe 25 septembrie 2018.

### Expansiune
În 2010, compania a primit 100 de milioane de dolari în finanțare prin datorii de la Bank of America Merrill Lynch și SunTrust Robinson Humphrey. Până în 2013, SurveyMonkey a strâns 800 de milioane de dolari în datorii și capitaluri proprii, evaluând compania la 1,35 miliarde de dolari. În septembrie 2013, compania a anunțat funcții compatibile cu HIPAA pentru deținătorii de abonamente premium.
În 2014, compania a strâns 250 de milioane de dolari în finanțare prin capitaluri proprii de la Google Capital (acum CapitalG), Tiger Global Management, Baillie Gifford, T. Rowe Price și Morgan Stanley.
Dave Goldberg a murit în mai 2015, iar Zander Lurie a fost numit președinte al consiliului de administrație în iulie același an.
Pe 3 august 2015, Bill Veghte l-a înlocuit pe Goldberg ca CEO. Veghte a ocupat posturi de top la HP și Microsoft. Veghte a părăsit rolul după mai puțin de 6 luni din cauza unor diferențe strategice cu investitorii și a fost înlocuit de Zander Lurie în ianuarie 2016.
În februarie 2016, SurveyMonkey a început să sondajeze opinia publică folosind platforma SurveyMonkey. Agregatorul de sondaje FiveThirtyEight acordă sondajului un rating „C”.
În 2017, compania a lansat „SurveyMonkey Genius”, care estimează performanța sondajului și face sugestii aplicabile pentru a crește eficiența sondajului. În august, compania a lansat „SurveyMonkey CX”, care ajută organizațiile să își gestioneze programele de experiență cu clienții.
Pe 26 septembrie 2018, SurveyMonkey (SVMK) și-a făcut debutul pe bursa NASDAQ. Acțiunea a fost lansată la 12 USD per acțiune și a crescut cu 43% în prima zi de tranzacționare.
Erika James, decanul Școlii de Afaceri Emory de la Goizueta, s-a alăturat consiliului de administrație SurveyMonkey în 2018, creând Paritatea de Gen în consiliul companiei.

### Achiziții
Compania a achiziționat alte trei instrumente de sondaj: Precision Polling, Wufoo și Zoomerang, precum și o acțiune de 49,9% în Clicktools, cu sediul în Marea Britanie.
În august 2014, SurveyMonkey a achiziționat compania canadiană Fluidware, creatorul FluidSurveys.com și FluidReview.com.
SurveyMonkey a achiziționat TechValidate, o companie canadiană de automatizare a conținutului de marketing în august 2015.
Până în martie 2019, SurveyMonkey a achiziționat Usabilla, o companie de sondaje pe site-uri și aplicații cu sediul în Amsterdam, pentru 80 de milioane de dolari în numerar și acțiuni. În același an, SurveyMonkey a achiziționat GetFeedback, o companie de gestionare a experienței clienților din San Francisco.

### Trecerea la Momentive și ofertele de cumpărare
Pe 9 iunie 2021, SurveyMonkey și-a anunțat rebrand-ul ca Momentive, o nouă entitate care cuprinde soluții de management al experienței și informații corporative într-o suită de produse. Momentive include SurveyMonkey, GetFeedback și Momentive Insights.
Pe 28 octombrie 2021, Zendesk a anunțat că a fost de acord să achiziționeze MomentiveAI pentru aproximativ 4,1 miliarde de dolari, într-o tranzacție cu toate acțiunile. Directorul executiv Mikkel Svane de la Zendesk a spus despre achiziție: „Avem o suprapunere mare în rândul clienților. Este incredibil de puternic. Și credem că va crea o imagine cu totul nouă și mai bogată a clienților tăi”, potrivit Reuters. Deși acționarii Momentive Global Inc. au aprobat afacerea, acționarii Zendesk au votat împotriva achiziției. Ulterior, afacerea a fost reziliată.
În martie 2023, un consorțiu de capital privat condus de Symphony Technology Group a fost de acord să achiziționeze Momentive într-o tranzacție în numerar evaluată la 1,5 USD. miliard. Achiziția s-a finalizat în iunie a acelui an.